# Trigonella foenum-graecum
Trigonella foenum-graecum es una especie de planta con flor perteneciente a la familia de las fabáceas. Se conoce popularmente como fenogreco o fenugreco, alholva, etc.

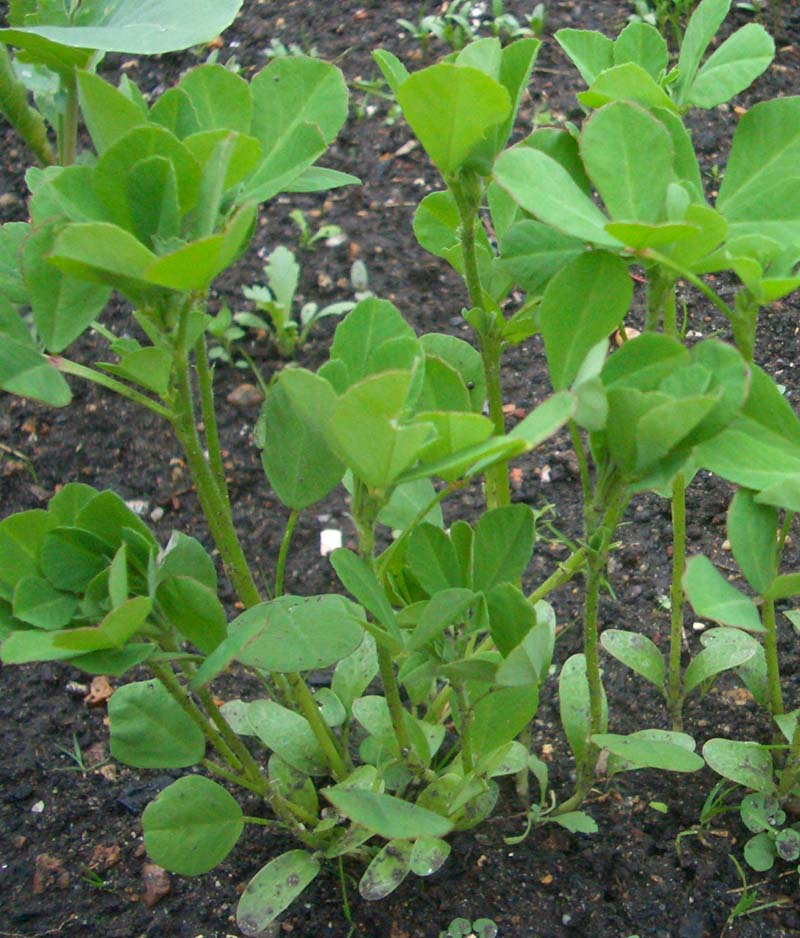
Hojas

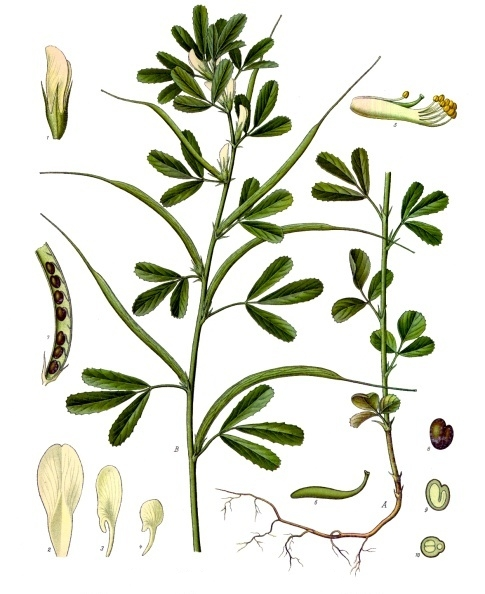
Ilustración

## Descripción
Es una planta anual de entre 20 y 50 cm de altura con hojas compuestas de tres hojuelas oblongas. Esta planta florece en primavera (posee una flor blanca). Puede encontrarse en países del sur de Europa pero su origen se establece en el sudoeste asiático, lugar donde existen plantaciones en la actualidad.

## Historia
El uso medicinal de la Trigonella foenum-graecum está presente en la Capitulare de villis vel curtis imperii, una orden emitida por Carlomagno que reclama a sus campos para que cultiven una serie de hierbas y condimentos incluyendo la «fenigrecum», identificada actualmente como foenum-graecum. 
En 2011 se produjo un brote de Escherichia coli enterohemorrágica en Alemania, relacionado con brotes de fenogreco contaminados.

## Usos
El uso de esta planta en las actividades humanas es muy antiguo. Se sabe que era una de las plantas empleadas por los egipcios en los procesos de embalsamado (tal vez por su peculiar aroma). También usaban el aceite obtenido de los granos para combatir arrugas. Los usos de esta planta han sido muy diversos y se puede decir que acompaña a la humanidad desde sus comienzos. Un ejemplo de esto último puede encontrarse en la interconexión del árabe, en el que el fenogreco se expresa mediante la palabra Hulba y en el chino mandarín la palabra Hu lu ba nos muestran el significado y las profundas raíces de su uso en la historia de la humanidad 

### Culinario
Debido a las cualidades aromáticas del fenogreco se emplea como especia en la cocina de algunos países, y en su uso culinario se toman tanto las hojas como las semillas procedentes de su fruto en forma de vaina, que suele contener entre diez y veinte semillas de aspecto duro y cuadrado.
Las semillas en la gastronomía de la India se toman desecadas, se emplean enteras, y a veces, ligeramente tostadas para realzar su sabor. También se pueden usar molidas, previo remojo. Las semillas enteras se emplean como ingrediente de la halawa. Un dato importante de las semillas es que hay que usarlas con moderación, ya que tienen un ligero sabor amargo; de esta forma, si se tuestan, se debe hacer con precaución ya que si se pasan de punto se potencia su amargura. 
Las semillas son uno de los ingredientes de la khakhra, un tipo de pan.
Las hojas verdes en Tailandia son tomadas crudas en ensaladas. En el Yemen se emplean las hojas como condimento principal en el plato nacional denominado saltah. La Trigonella foenum-graecum se emplea en la cocina de Irán en la receta del qormeh sabzi.
En Europa se consume como germinados acompañando a ensaladas.
La harina de germinado de fenugreco (GFF) suplementada al 5, 10 y 15% en la harina de trigo, se puede emplear en la producción de pan y galletas para mejorar su perfil nutricional.

### Medicina
En la medicina tradicional se le ha asociado como propiedad para facilitar la digestión, es ideal en el tratamiento de sinusitis, congestión pulmonar, reduce la inflamación y combate las infecciones. La semilla de fenogreco se usa ampliamente como galactogogo (agente productor de leche) por madres lactantes. Se le ha asociado también con el incremento del tamaño de mamas. Se puede encontrar en presentación de cápsulas en tiendas nutricionales. También incrementa el apetito y se usa en el tratamiento de la anorexia. Posee también un efecto anabólico por su composición química, aumentando, la masa corporal, el apetito, la salud mental y mejorar los ciclos de sueño.

Los suplementos de alholva han demostrado reducir los niveles de colesterol, triglicéridos y lipoproteínas de baja densidad en personas, así como modelos experimentales de hipercolesterolemia e hipertrigliceridemia (Basch et al., 2003). Algunas pruebas en humanos han demostrado que los efectos antidiabéticos de las semillas de alholva aminoran muchos de los síntomas asociados con diabetes tipo I y II, tanto en humanos como en modelos animales. La alholva se encuentra comercialmente en forma encapsulada y se recomienda como suplemento dietético para el control de la hipercolesterolemia y diabetes en la medicina alternativa.
En estudios recientes, la semilla de alholva mostró que puede proteger contra cánceres de tipo experimental del seno (Amin et al., 2005) y del colon (Raju et al., 2006). Las propiedades hepatoprotectivas de las semillas de alholva también se han reportado en modelos experimentales (Raju y Bird, 2006; Kaviarasan et al., 2006; Thirunavukarrasu et al., 2003). Al ser un producto de consumo diario en caso de mostrar algún efecto secundario, se debe suspender su consumo radicalmente. Se volverá a la normalidad no dejando ningún tipo de secuela.

Diosgenina.
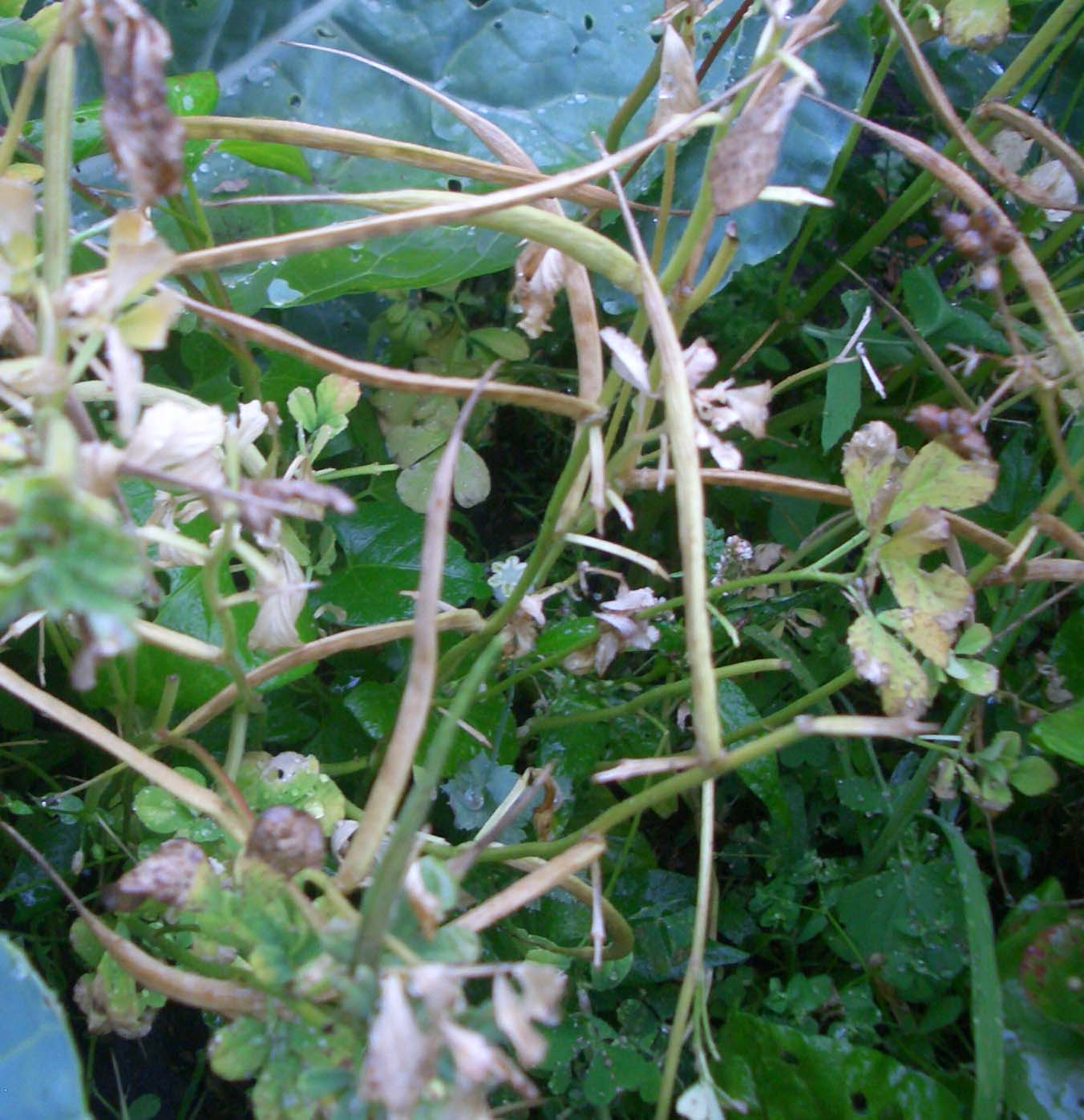
Vista de la planta.
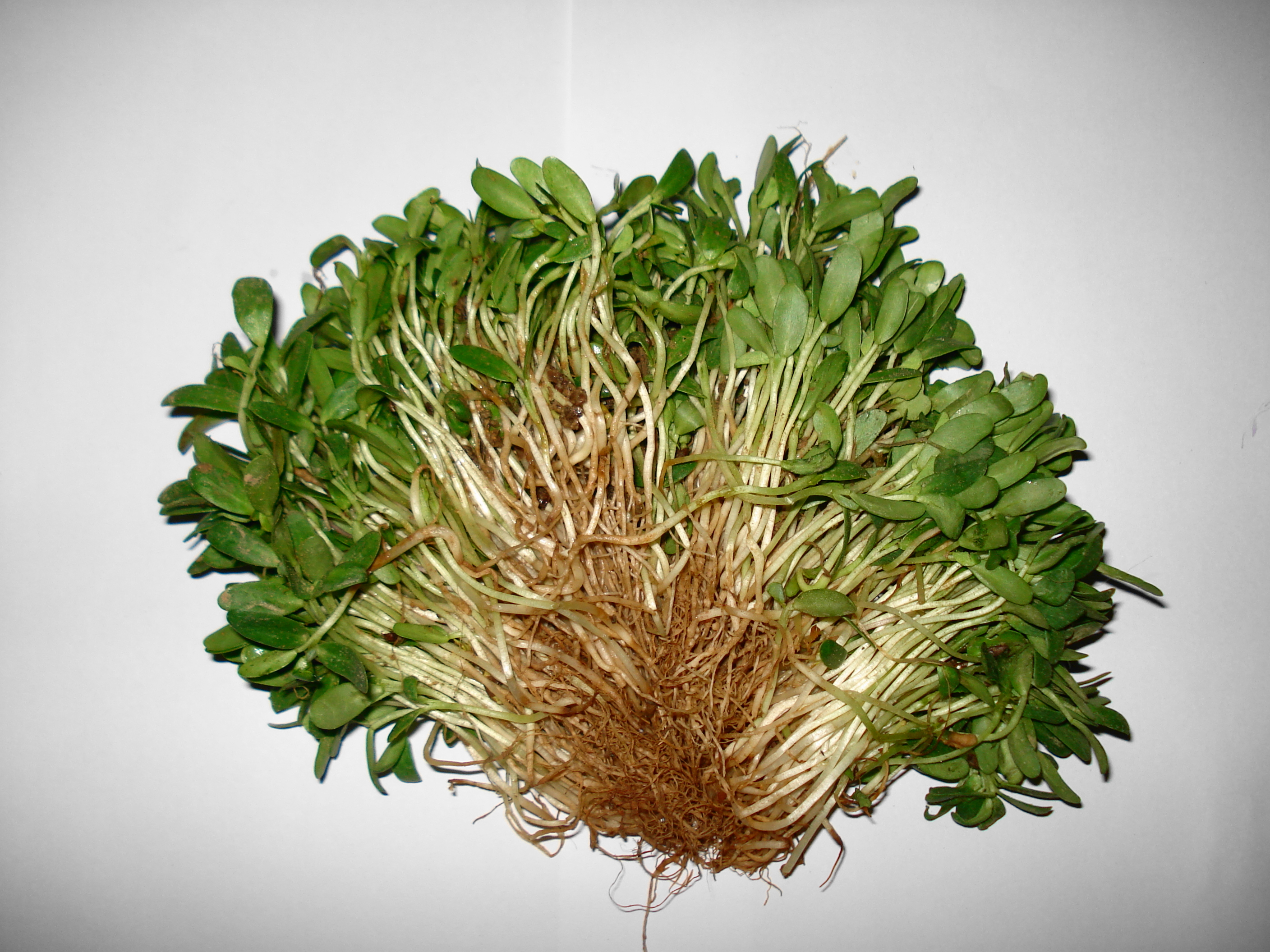
Vista de la planta.

### Poliorcética
Flavio Josefo, en su obra La guerra de los judíos, describe cómo, durante el asedio de la ciudad de Jotapata por parte de las legiones de Vespasiano, los combatientes de la ciudad utilizaron esta planta de modo defensivo. Cocían la misma, y el agua de cocción se convertía en un líquido gelatinoso y resbaladizo que dificultaba el ascenso por las rampas de los soldados romanos, haciéndoles resbalar y caer.

## Composición química
El tamizaje fitoquimico de las semillas contiene esteroides⁄terpenoides, alcaloides, flavonas, taninos, fenoles y saponinas; contienen además aceite esencial y no esencial (5 %), almidón, azúcares, proteínas, mucílago (20 al 30 %), vitaminas, enzimas y aminoácidos, sapogeninas esteroidales (diosgenina, yamogenina, gitogenina, neotigenina, fenugrina B, fenugrequina), saponinas (trigonelósidos A, B y C), flavonoides (Kaempferol, quercetina), alcaloides (trigonelina), Colina (química), lecitina, fitosteroles; glucósidos (estaquiosa, galactomanano, trigofenósidos A–G). El aceite esencial y la oleorresina contienen n–alcanos, sesquiterpenos y compuestos oxigenados como hexanol. Las hojas y tallos contienen saponinas (graecuninas), calcio, hierro, carotenos y ácido ascórbico. Toda la planta es fuente de mucilago del tipo galactomananos.

## Taxonomía
La Trigonella foenum-graecum fue descrita por Carlos Linneo y publicada en Species Plantarum 2: 777–778. 1753.
Etimología:
- Trigonella: nombre genérico que deriva las palabras griegas tri ‘tres’ y gonia ‘esquina’ y se pretende hacer referencia a la estructura de la flor.

- foenum-graecum: epíteto latíno que significa ‘heno griego’.[7]

Sinonimia
- Foenugraecum sativum  Medik. 1787
- Foenugraecum officinale Moench 1794
- Buceras odoratissima Medik. 1787
- Telis foenum-graecum (L.) Kuntze 1891
- Medicago foenum-graecum (L.) E.H.L.Krause in Sturm 1900
- Folliculigera foenum-graecum (L.) Pasq. 1867
- Buceras foenum-graecum (L.) All.[8]